# 瓦列里·别列列申
瓦列里·别列列申（romanized: Valery Pereleshin，1913年7月20日—1992年11月7日）俄罗斯侨民诗人、作家、翻译家。
别列列申的一生充满了坎坷，1920年以后旅居中国和巴西，创作了大量的诗歌，是远东俄侨文学的杰出代表。他也是一名翻译实践家，将中国古诗、《离骚》和《道德经》翻译为俄文。

## 生平

### 早年与教育

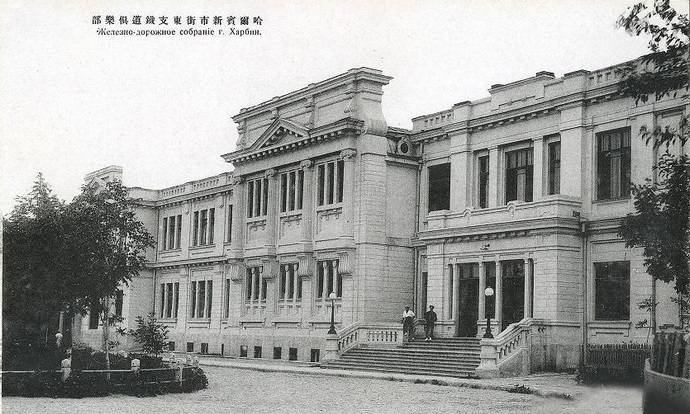
哈尔滨法政大学（俄罗斯侨民学校）位于中东铁路俱乐部内，现在是哈铁文化宫

本名瓦列里·弗兰采维奇·萨拉特科-佩特里谢（俄语：Вале́рий Фра́нцевич Сала́тко-Петри́ще），1913年7月20日出生于西伯利亚铁路线上的伊爾庫茨克。父亲弗兰茨·艾拉兹莫维奇·萨拉特科-佩特里谢是铁路工程师，出身于白俄罗斯维捷布斯克的一个波兰贵族家庭，信奉罗马天主教。当时的俄国正经历着布尔什维克与革命暴动，1920年跟随母亲逃到哈尔滨定居，起了一个中文名，叫做夏云清。1924年在哈尔滨中东铁路商务学校学习，1925年至1929年在哈尔滨基督教青年会中学学习，1933年至1934年在哈尔滨北满工业学院学习，1935年毕业于哈尔滨法政大学。
1928年2月以笔名“列内”在《少年读者》发表处女作。1932年6月，他开始向哈尔滨最具影响力的《边界》周刊投稿。在主编等人的建议下，他改用笔名“瓦列里·别列列申”。10月加入了当时哈尔滨最有名的作家团体“青年丘拉耶夫卡”社，先后担任该社诗歌研究会秘书和主席。1934年12月，诗社被迫解散，社员们于1935年共同出版诗集《缠绵集》。

### 传教生涯
他为人内向，脾性怪异，有同性恋的性取向，因而诗歌成为了治愈内心创痛的手段。1938年5月，他在哈尔滨喀山男修道院宣誓成为修士，教名“盖尔曼”（Герман）。
1939年，他被派驻东正教北京传道团，在图书馆整理资料和小学任教，期间也在研习汉语和中国文化。期间托母亲在哈尔滨出版了一些诗集。1943年被派驻上海，并与前“丘拉耶夫卡”社的一些成员在日占上海成立诗人小团体“星期五”社，1946年共同出版《孤岛集》。
1945年，在朋友的帮助下，他进入塔斯社上海分社工作，负责翻译中文报刊书籍。1949年5月上海解放后，他在上海市人民政府外事局当翻译。1950年4月，他前往美国旧金山，却被拒绝入境，被指控为塔斯社政治记者。8月，美国移民局以“威胁国家利益”为由，将他遣返出境。1950年10月返回天津，在天津煤炭学院和天津音乐学院教授俄语。1952年秋，他在家人帮助下办理了赴巴西的移民签证，并于1953年1月顺利抵达巴西。

### 巴西
直到1958年，他才取得巴西国籍。他一开始在英国驻里约热内卢领事馆的图书馆工作，60年代在当地一所美国学校教书，但不久后被解雇。1967年，他在巴西一所海军学院教授俄语，同年他再次申请移民美国遭拒。
1983年，他在巴西出版《皮酒囊把我们灌糊涂了》（葡萄牙語：Nos odres velhos）诗集，包括一些中国诗歌名篇的葡萄牙文翻译，同时兼有俄语诗歌的葡萄牙文翻译，以及原创的葡萄牙文诗。
他在巴西里约热内卢郊外的一座演员避难所度过了最后的日子。1992年11月7日与世长辞。

## 作品
诗集
| 中文译名                 | 原文名                        | 首版年份 | 出版地       | 备注                               |
| ------------------------ | ----------------------------- | -------- | ------------ | ---------------------------------- |
| 《在路上》               | В пути                        | 1937年   | 哈尔滨       | 收录了在1932年至1937年间创作的诗歌 |
| 《善良的蜂巢》           | Добрый улей                   | 1939年   | 哈尔滨       | 第二部作品                         |
| 《海上星辰》             | Звезда над морем              | 1941年   | 哈尔滨       | 第三部作品                         |
| 《牺牲集》               | Жертва                        | 1944年   | 哈尔滨       | 第四部作品                         |
| 《南方的家》             | Южный дом                     | 1968年   | 慕尼黑       | 第五部作品                         |
| 《秋千集》               | Качель                        | 1971年   | 法兰克福     | 第六部作品                         |
| 《禁区》                 | Заповедник                    | 1972年   | 法兰克福     | 第七部作品                         |
| 《涅沃山上》             | С горы Нево                   | 1975年   | 法兰克福     | 第八部作品                         |
| 《艾丽儿》               | Ариэль                        | 1976年   | 法兰克福     | 第九部作品                         |
| 《三个故乡》             | Три родины                    | 1987年   | 巴黎         | 第十部作品                         |
| 《内心深处的召唤》       | Изъ глубины воззвахъ…         | 1987年   | 美国霍利奥克 | 第十一部作品                       |
| 《两个人——又是一个人？》 | Двое — и снова один?          | 1987年   | 霍利奥克     | 第十二部作品                       |
| 《追赶集》               | Вдогонку                      | 1988年   | 霍利奥克     | 第十三部作品                       |
| 《没有对象的叙事诗》     | Поэма без предмета            | 1989年   | 霍利奥克     |                                    |
| 《客居中国的俄罗斯诗人》 | Русский поэт в гостях у Китая | 1989年   | 海牙         | 1920年至1952年经历                 |

翻译作品
| 中文译名         | 原文名               | 首版年份 | 出版地   | 备注                                       |
| ---------------- | -------------------- | -------- | -------- | ------------------------------------------ |
| 《团扇歌》       | Стихи на веере       | 1970年   | 法兰克福 | 唐诗（也包含汉朝、南北朝、北宋和南宋诗词） |
| 《屈原：离骚》   | Цюй Юань. Ли Сао     | 1975年   | 法兰克福 |                                            |
| 《老子：道德经》 | Лао-цзы. Дао дэ цзин | 2000年   | 莫斯科   |                                            |